# Boston-Marathon 1977
Der Boston-Marathon 1977 war die 81. Ausgabe der jährlich stattfindenden Laufveranstaltung in Boston, Vereinigte Staaten. Der Marathon fand am 18. April 1977 statt.
Bei den Männern gewann Jerome Drayton in 2:14:46 h und bei den Frauen Michiko Gorman in 2:48:33 h.

## Ergebnisse

### Männer
| Platz | Athlet          | Land               | Zeit (h) |
| ----- | --------------- | ------------------ | -------- |
| 01    | Jerome Drayton  | Kanada             | 2:14:46  |
| 02    | Veli Balli      | Türkei             | 2:15:44  |
| 03    | Brian Maxwell   | Kanada             | 2:17:21  |
| 04    | Ronald Wayne    | Vereinigte Staaten | 2:18:18  |
| 05    | Vincent Fleming | Vereinigte Staaten | 2:18:37  |
| 06    | Tom Fleming     | Vereinigte Staaten | 2:18:46  |
| 07    | Gary Tuttle     | Vereinigte Staaten | 2:19:42  |
| 08    | Chris Berka     | Vereinigte Staaten | 2:19:48  |
| 09    | Jack Fultz      | Vereinigte Staaten | 2:20:44  |
| 10    | Russell Pate    | Vereinigte Staaten | 2:21:16  |

### Frauen
| Platz | Athletin        | Land               | Zeit (h) |
| ----- | --------------- | ------------------ | -------- |
| 01    | Michiko Gorman  | Vereinigte Staaten | 2:48:33  |
| 02    | Marilyn Bevans  | Vereinigte Staaten | 2:51:12  |
| 03    | Lisa Lorrain    | Vereinigte Staaten | 2:56:04  |
| 04    | Gayle Olinek    | Kanada             | 2:56:55  |
| 05    | Ann Forshee     | Vereinigte Staaten | 2:58:54  |
| 06    | Lisa Matovcik   | Vereinigte Staaten | 2:58:54  |
| 07    | Joan Ullyot     | Vereinigte Staaten | 3:01:04  |
| 08    | Penny DeMoss    | Vereinigte Staaten | 3:01:16  |
| 09    | Jennifer White  | Vereinigte Staaten | 3:03:33  |
| 10    | Salley Sullivan | Vereinigte Staaten | 3:03:46  |